# Kvinnliga arbetarklubben

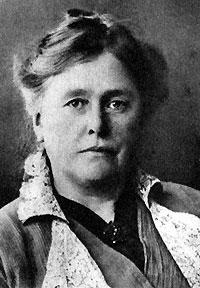
Elma Danielsson, ordförande mellan 1888 och 1890.

Kvinnliga arbetarklubben, eller Malmö kvinnliga arbetareförbund, var en förening för arbetarkvinnor i Malmö, grundad den 17 oktober 1888. Det var den första organisationen för kvinnor i inom den svenska arbetarrörelsen. Den lades ned efter fyra år.
Kvinnliga arbetarklubben uppgav att deras syfte inte var att lyfta "kvinnofrågor" utan att engagera kvinnorna i arbetarrörelsen. Ordförande var 1888–1890 Elma Danielsson och 1890–1892 Maria Osberg-Wessel. De arbetade främst med att organisera kvinnor fackligt, men tog de också upp frågor om könsroller, som då de debatterade och förkastade ett verk av August Strindberg som bedömdes som misogynt.
Klubben upphörde med sin verksamhet 1892, men en ny klubb bildades av samma personer år 1900, Malmö kvinnliga diskussionsklubb. Kvinnliga arbetarklubben följdes av flera lokala kvinnoklubbar av samma slag, men dessa blev alla tillfälliga. Den utgjorde förebilden för Stockholms allmänna kvinnoklubb, som 1892 slutligen blev den första kvinnoklubben i det socialdemokratiska partiet.